# Pushpa: The Rise
 (décembre 2024).
La mise en forme du texte ne suit pas les recommandations de Wikipédia : il faut le « wikifier ».
Les points d'amélioration suivants sont les cas les plus fréquents. Le détail des points à revoir est peut-être précisé sur la page de discussion.
- Les titres sont pré-formatés par le logiciel. Ils ne sont ni en capitales, ni en gras.
- Le texte ne doit pas être écrit en capitales (les noms de famille non plus), ni en gras, ni en italique, ni en « petit »…
- Le gras n'est utilisé que pour surligner le titre de l'article dans l'introduction, une seule fois.
- L'italique est rarement utilisé : mots en langue étrangère, titres d'œuvres, noms de bateaux, etc.
- Les citations ne sont pas en italique mais en corps de texte normal. Elles sont entourées par des guillemets français : « et ».
- Les listes à puces sont à éviter, des paragraphes rédigés étant largement préférés. Les tableaux sont à réserver à la présentation de données structurées (résultats, etc.).
- Les appels de note de bas de page (petits chiffres en exposant, introduits par l'outil «  Source ») sont à placer entre la fin de phrase et le point final[comme ça].
- Les liens internes (vers d'autres articles de Wikipédia) sont à choisir avec parcimonie. Créez des liens vers des articles approfondissant le sujet. Les termes génériques sans rapport avec le sujet sont à éviter, ainsi que les répétitions de liens vers un même terme.
- Les liens externes sont à placer uniquement dans une section « Liens externes », à la fin de l'article. Ces liens sont à choisir avec parcimonie suivant les règles définies. Si un lien sert de source à l'article, son insertion dans le texte est à faire par les notes de bas de page.
- La présentation des références doit suivre les conventions bibliographiques. Il est recommandé d'utiliser les modèles {{Ouvrage}}, {{Chapitre}}, {{Article}}, {{Lien web}} et/ou {{Bibliographie}}. Le mode d'édition visuel peut mettre en forme automatiquement les références.
- Insérer une infobox (cadre d'informations à droite) n'est pas obligatoire pour parachever la mise en page.

Pour une aide détaillée, merci de consulter Aide:Wikification.
Si vous pensez que ces points ont été résolus, vous pouvez retirer ce bandeau et améliorer la mise en forme d'un autre article.
Série
Pushpa 2: The Rule
(2024)
Pour plus de détails, voir Fiche technique et Distribution.
Pushpa: The Rise est un film dramatique d'action indien en langue télougou de 2021 réalisé par Sukumar et produit par Mythri Movie Makers, en collaboration avec Muttamsetty Media. Le film met en vedette Allu Arjun dans le rôle principal, aux côtés de Rashmika Mandanna, Fahadh Faasil (à ses débuts en telugu), Jagadeesh Prathap Bandari, Dhananjaya, Sunil et Ajay Ghosh. Il s'agit du premier volet de la série de films Pushpa et suit le parieur quotidien titulaire qui monte dans un syndicat qui fait passer en contrebande du bois de santal rouge, un bois rare qui ne pousse que dans les collines de Seshachalam dans l'Andhra Pradesh.
Le tournage du film a commencé en décembre 2019 mais a été interrompu en mars 2020 par la pandémie de COVID-19. Le tournage a repris en novembre 2020 et s'est terminé en novembre 2021, se déroulant principalement à Ramoji Film City à Hyderabad et dans la forêt de Maredumilli dans l'Andhra Pradesh. Le film a une musique composée par Devi Sri Prasad, la cinématographie est assurée par Miroslaw Kuba Brozek et le montage par Karthika Srinivas et Ruben.
Pushpa: The Rise est sorti dans le monde entier le 17 décembre 2021 dans les salles de cinéma et a reçu des critiques mitigées de la part des critiques, qui ont loué les performances, la chorégraphie d'action, la cinématographie, la réalisation, les dialogues et la bande-son, mais ont critiqué la durée, le scénario et le montage. Le film a connu un succès commercial, rapportant plus de 360 à 393,50 crores de roupies au box-office mondial. Il est devenu le film indien le plus rentable de 2021 et se classe parmi les films télougou les plus rentables de tous les temps. En 2024, il a été présenté rétrospectivement à la 74e Berlinale.
Lors de la 69e cérémonie des National Film Awards, Pushpa: The Rise a remporté deux prix : celui du meilleur acteur (Arjun) et celui de la meilleure direction musicale (Prasad). Lors de la 67e édition des Filmfare Awards South, il a remporté sept prix destinés aux films télougou, dont celui du meilleur film, du meilleur réalisateur (Sukumar) et du meilleur acteur (Arjun). Sa suite intitulée Pushpa 2 : The Rule est sortie le 5 décembre 2024.

## Synopsis
À la fin des années 1990, l'ouvrier Pushpa Raj décide de faire de la contrebande de bois de santal rouge avec son ami Kesava. Il gravit les échelons dans le groupe du contrebandier Konda Reddy tout en échappant au DSP Govindappa. Le frère de Konda, Jaali, déteste Pushpa parce qu'il reçoit plus d'attention de la part de son frère aîné. Le patron de Konda, Srinu, confie à Konda la tâche de garder sa contrebande de tonnes de bois de santal à l'abri du département de police, et Pushpa est assigné à cette tâche par les frères Reddy, afin que si quelque chose lui arrive, ils puissent le blâmer devant Srinu. Jaali sabote intentionnellement Pushpa pour qu'il se fasse attraper par la police, mais Pushpa et Kesava utilisent leur rapidité de réflexion pour éviter de se faire attraper. Pushpa découvre que Srinu arnaque ses employés et le dit à Konda, mais il refuse de se mesurer au puissant Srinu.
Pushpa tombe amoureux de Srivalli, un vendeur de lait, et des fiançailles sont arrangées. Au cours de la cérémonie, le demi-frère aîné de Pushpa, Mohan, fait une scène, révélant que Pushpa est illégitime. Dans la bagarre qui s'ensuit, la mère de Pushpa est blessée, ce qui le motive à progresser. Il contourne Srinu et parvient à obtenir un profit plus élevé pour le bois qu'il accepte de partager avec Konda. Jaali découvre que le père de Srivalli est une taupe pour Govindappa ; convoitant Srivalli, Jaali la fait chanter pour qu'elle couche avec lui pour sauver son père. Srivalli le dit à Pushpa, qui bat Jaali et le laisse paralysé. Jaali ne dit pas à Konda qui l'a battu, voulant tuer Pushpa lui-même, mais Konda découvre la vérité par lui-même.
Konda tente de tuer Pushpa, mais ils sont attaqués par les hommes de Srinu et son beau-frère, Mogileesu, qui tue Konda Reddy. Pushpa sauve le frère cadet de Konda, Jakka, ravivant leur partenariat, et assassine Mogileesu. Le député Naidu organise une trêve entre Pushpa et Srinu, mais après avoir découvert les escroqueries de ce dernier, il nomme Pushpa pour remplacer Srinu. Au fil du temps, Pushpa prend le contrôle de l'ensemble du syndicat.
Govindappa démissionne et Bhanwar Singh Shekawat prend les commandes. Pushpa propose un pot-de-vin à Shekawat, mais Shekawat ridiculise Pushpa à cause de son arrogance. Après cet incident, Pushpa devient ostensiblement doux et soumis envers Shekawat, mais le jour de son mariage, Pushpa se venge de Shekawat, révélant qu'il a promis à sa mère qu'il resterait en sécurité et n'aurait pas d'ennuis avant le jour de son mariage.
Pushpa force Shekawat à se déshabiller jusqu'à ne garder que ses sous-vêtements tandis qu'il fait de même, se vantant qu'il tire son prestige et son pouvoir de lui-même, tandis que Shekawat n'est rien sans son uniforme et que sans lui, même son chien ne le reconnaîtrait pas. Pushpa part épouser Srivalli, tandis qu'un Shekawat humilié rentre chez lui, où son chien ne parvient pas à l'identifier, comme Pushpa l'avait prédit. Enragé, Shekawat abat le chien et brûle l'argent du pot-de-vin de Pushpa, jurant de se venger. Pushpa, après avoir épousé Srivalli, lui dit que son règne ne fait que commencer.

## Fiche technique
- Titre : Pushpa: The Rise
- Titre original en hindi : पुष्पा: द राइज
- Titre original en telougou : పుష్ప
- Langue : Telougou
- Pays :  Inde
- Dates de sortie :
  -  Inde : 17 décembre 2021
  -  France : 18 décembre 2021
- Dureé : 179 min

## Distribution
- Allu Arjun : Pushpa Raj
  - Maître Dhruvan : jeune Pushpa Raj
- Rashmika Mandanna : Srivalli, l'amoureuse et fiancée de Pushpa devenue plus tard épouse
- Fahadh Faasil : SP Bhanwar Singh Shekhawat IPS, un policier égoïste de rang SSP qui est humilié par Pushpa pour l'avoir insulté et qui jure finalement de se venger en guise de représailles
- Jagadeesh Prathap Bandari : Kesava alias Mondelu, l'allié proche de Pushpa qui lui est associé à chaque étape
- Sunil : Mangalam Srinu, un intermédiaire dans le commerce de contrebande de bois de santal et un homme répressif qui gère le syndicat et qui est finalement renversé par Pushpa
- Rao Ramesh : MP Bhumireddy Siddappa Naidu, un homme politique qui nomme Pushpa pour gérer le syndicat en remplacement de Srinu
- Dhananjaya : Jaali Reddy ; Le frère cadet de Konda Reddy et Jakka Reddy qui n'aime pas Pushpa à cause de sa popularité et qui finit par se faire tabasser par lui pour avoir fait chanter Srivalli
- Anasuya Bharadwaj : Dakshayani "Daksha", la femme de Srinu qui cherche à se venger de Pushpa pour la mort de son frère
- Ajay : Molleti Mohan Rao, le demi-frère aîné de Pushpa qui refuse de l'accepter
- Ajay Ghosh : Konda Reddy, l'ancien employeur de Pushpa devenu partenaire qui est assassiné par Mogileesu
- Shatru : DSP Govindappa, qui cherche à dénoncer le syndicat
- Shanmukh : Jakka Reddy, le frère aîné de Konda Reddy et le partenaire de Pushpa
- Sritej d: Molleti Krishna Rao, le deuxième demi-frère aîné de Pushpa
- Pavani Karanam : nièce de Pushpa et fille de Mohan
- Mime Gopi : Chennai Murugan, un contrebandier
- Brahmaji : Sous-inspecteur Kupparaj, le jeune fonctionnaire de Bhanwar
- Kalpalatha : Parvatamma, la mère de Pushpa qui est condamnée par la société pour avoir eu un fils hors mariage
- Dayanand Reddy : Muniratnam, le père de Srivalli qui est menacé par Govindappa d'être sa taupe dans le syndicat
- Raj Tirandasu : Mogileesu, le beau-frère de Srinu tué par Pushpa
- Samantha Ruth Prabhu : apparition en invité dans le numéro d'article "Oo Antava Oo Oo Antava"

## Production

### Développement
Après le succès de Rangasthalam (2018), Sukumar a raconté un scénario à Mahesh Babu, avec qui il avait déjà travaillé dans 1 : Nenokkadine (2014). Babu, qui a aimé l'histoire, a donné son feu vert au projet, et aurait commencé le tournage après avoir terminé le projet Maharshi (2019) de Vamshi Paidipally. À la mi-avril 2018, Mythri Movie Makers, qui a collaboré avec Sukumar dans leur précédent film Rangasthalam, a officiellement annoncé le projet qui était provisoirement intitulé #SSMB26, marquant ainsi leur deuxième collaboration avec Babu et Sukumar. Le film devait débuter en janvier 2019, mais en mars, Babu a quitté le projet de Sukumar en invoquant des différences créatives, et il l'a confirmé via Twitter,. L'acteur a plutôt signé son prochain projet avec Anil Ravipudi intitulé Sarileru Neekevvaru,, tandis que Sukumar a approché Allu Arjun pour son prochain film, marquant ses retrouvailles avec le réalisateur après une décennie depuis Arya 2 (2009) ; Mythri Movie Makers qui s'était auparavant associé au projet de Babu et Sukumar a également accepté de produire l'entreprise.
S'adressant à Press Trust of India, Sukumar a déclaré : « Avec Mahesh Babu, je n'ai pas réussi à le rendre cool. Il est très juste . Donc, le contexte était le même mais l'histoire est différente. »

### Pré-production

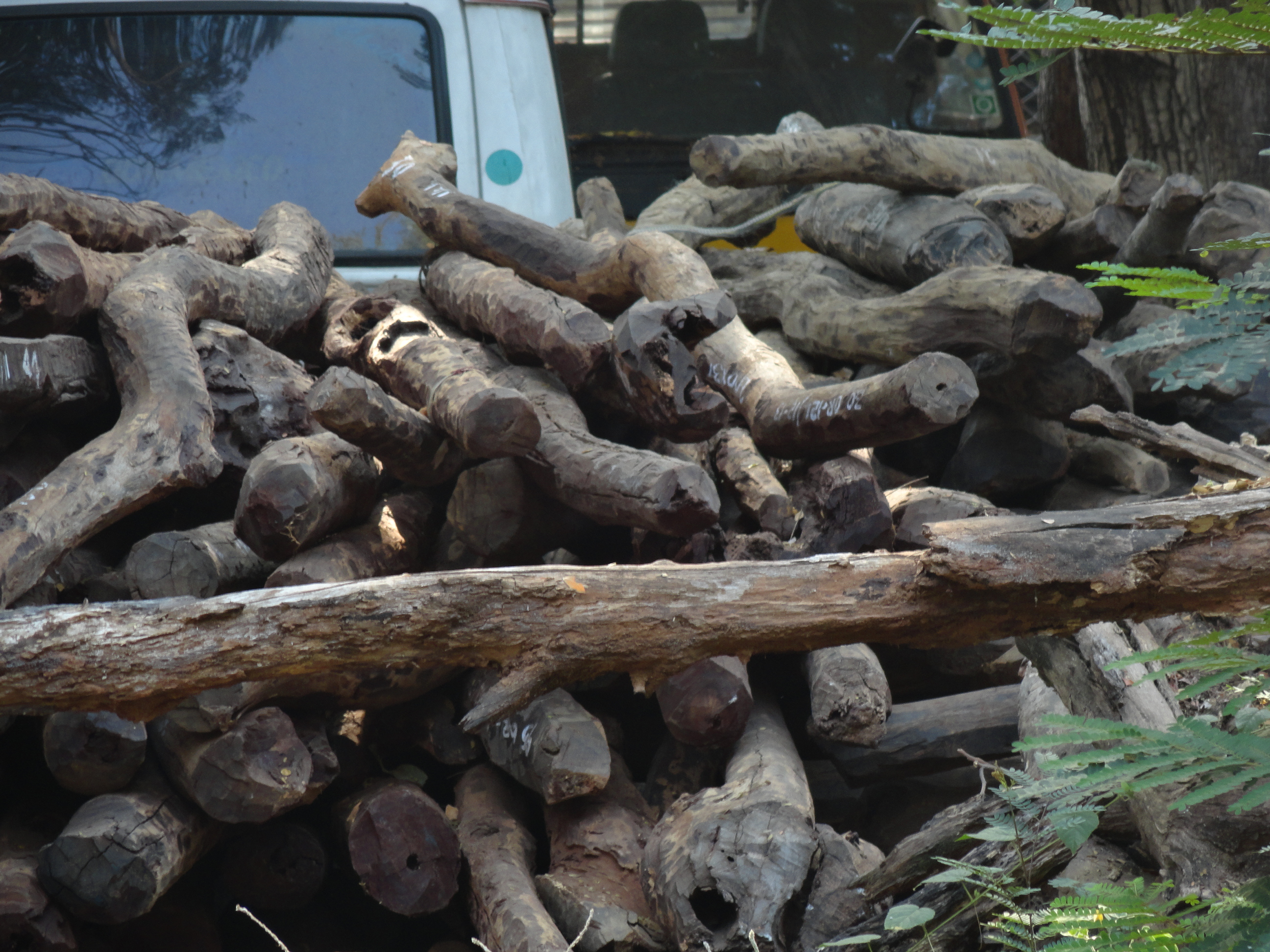
L'intrigue tourne autour de la contrebande de bois de santal rouge (image ci-contre).

Sukumar a décrit l'histoire comme suit : « le vol de bois de santal rouge dans les collines de l'Andhra est un lien alambiqué qui se dévoile au cours du récit à travers un coolie devenu contrebandier. » Sukumar a exploré le sujet de la contrebande de bois de santal rouge lorsqu'il a lu des articles sur de tels incidents dans l'Andhra Pradesh il y a des années. Sukumar a fait ses recherches et a pensé à développer le projet sous forme de série Web. Cependant, il a ensuite décidé d'en faire un long métrage. Il s'est rendu personnellement en repérage dans les collines de Nallamala, car le film se déroule à Rayalaseema et Nellore et l'intrigue tourne autour de la contrebande de sable rouge. Comme la majeure partie du film se déroule dans un contexte rural, Allu Arjun aurait appris l'accent de Chittoor pour le film, et les réalisateurs ont embauché une équipe de Bollywood pour travailler sur son look. L'histoire se déroule dans le contexte de la forêt de Seshachalam, située dans la région vallonnée de Tirumala. Le directeur de la photographie polonais Miroslaw Kuba Brozek, qui a travaillé pour Nani's Gangleader (2019), a été signé pour le film. Karthika Srinivas a réalisé le montage du film, tandis que Mounika et Ramakrishna, les directeurs artistiques du précédent film de Sukumar, Rangasthalam (2018), ont été choisis pour la conception de la production. Resul Pookutty a signé pour la conception sonore du film, avec Vijay Kumar. Le titre du film Pushpa a été officiellement annoncé le 8 avril 2020, à l'occasion de l'anniversaire d'Allu Arjun et une affiche a également été publiée.

### Tournage
En juillet 2019, les réalisateurs ont prévu de commencer le tournage à l'occasion de Dusshera (7 octobre 2019). Cependant, l'événement de lancement du film a eu lieu le 30 octobre 2019, avec une cérémonie officielle de puja (muhurat shot) tenue à Hyderabad au bureau de Mythri Movie Makers, avec les acteurs et l'équipe du film présents à l'événement,. En décembre 2019, Sukumar a effectué un tournage test dans les chutes d'Athirappilly au Kerala. Après l'implication d'Allu Arjun dans les promotions d' Ala Vaikunthapurramuloo (2020), les réalisateurs avaient prévu de tourner le premier programme du film au Kerala en mars 2020, avec Arjun rejoignant le programme, cependant, le tournage a été interrompu en raison de la pandémie de Covid-19 en Inde.

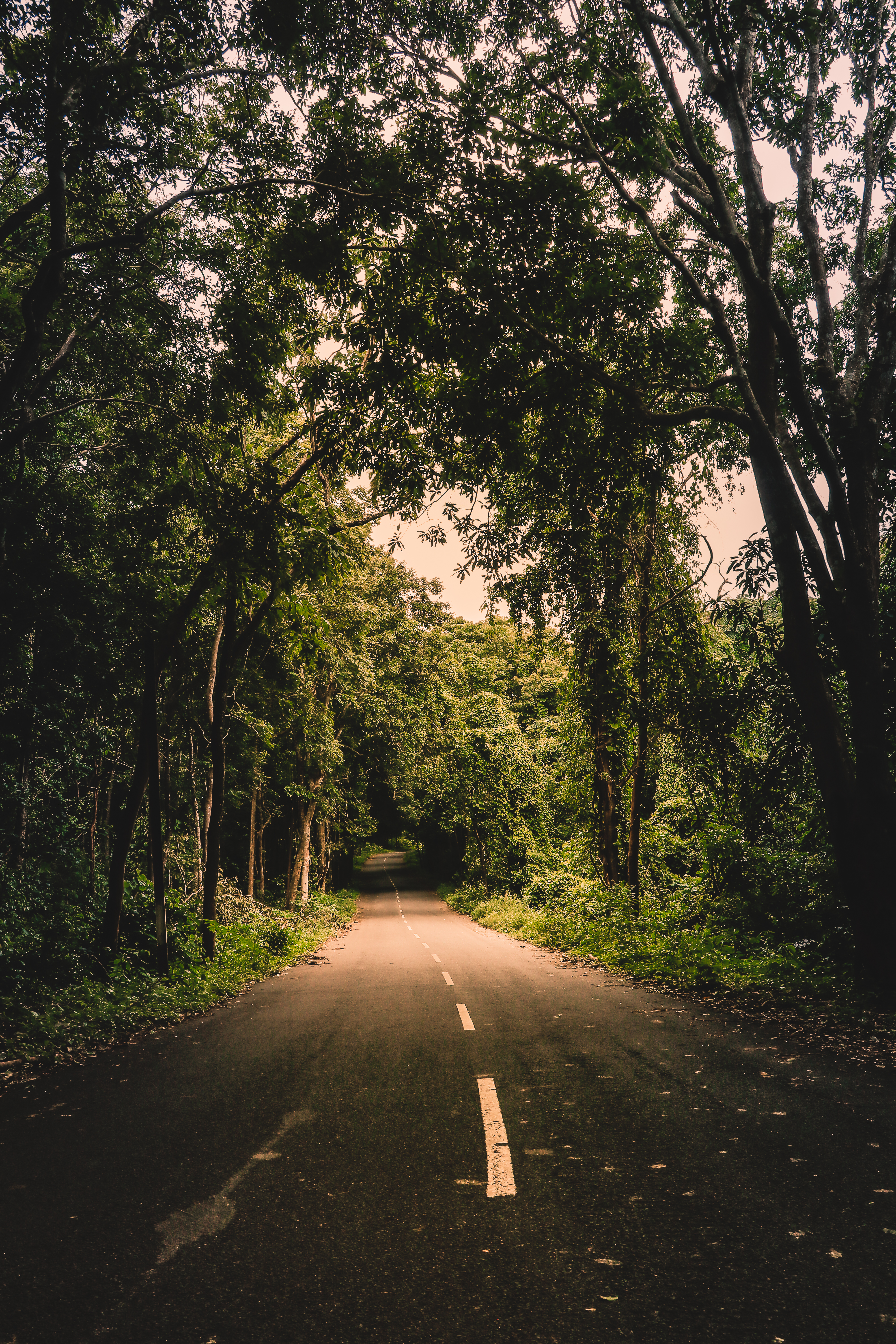
La majorité du film a été tournée à Maredumilli, Andhra Pradesh

Pour une séquence d'action de 6 minutes du film, l'équipe avait prévu d'embaucher des chorégraphes d'action du sud de l'Inde, au lieu d'opter pour des techniciens étrangers. Ainsi, le film est devenu un projet « Make In India » et une initiative visant à fournir un emploi aux travailleurs de l'industrie cinématographique indienne, après que certains techniciens aient été confrontés à une crise de l'emploi en raison de la pandémie[réf. nécessaire]. Cette séquence aurait coûté ₹roupies  et Allu Arjun s'est entraîné intensivement pour cela,.
En juin 2020, les réalisateurs ont prévu de reprendre le tournage à Ramoji Film City à Hyderabad, et ont ensuite prévu de tourner le film à Nalgonda. Après que le gouvernement a autorisé le tournage du film avec une équipe minimale, les réalisateurs ont repris le tournage le 10 novembre 2020 dans la forêt de Maredumilli dans l'Andhra Pradesh,, et l'ont terminé en 14 jours. L'équipe s'est ensuite rendue à Rajahmundry en décembre 2020 pour tourner des séquences clés, mais cela a été reporté à janvier 2021, car douze membres de l'équipe travaillant sur le film ont été diagnostiqués avec COVID-19,. Le tournage a repris plus tard en janvier 2021 et la maison de production a tweeté que deux programmes à Rampachodavaram et Maredumilli ont été achevés en février 2021. L'équipe a également terminé un programme au Kerala en mars 2021.
Le tournage du film a été suspendu en raison des restrictions imposées à la suite de la deuxième vague de pandémie de COVID-19 en Inde, et Allu Arjun a également été diagnostiqué avec COVID-19 fin avril. L'équipe a repris la dernière étape du tournage le 6 juillet 2021, avec un programme important tourné à Secunderabad, mais s'est arrêtée le 24 juillet 2021 lorsque Sukumar a été diagnostiqué avec la dengue. Le tournage a repris après que Sukumar se soit remis de la maladie,. Le 22 août 2021, Fahadh Faasil a rejoint le planning de tournage du film. Après avoir enveloppé ses portions dans le film hindi Goodbye, Rashmika a rejoint le tournage pour filmer ses portions. En septembre 2021, elle a rejoint le tournage après une brève pause. Le 8 septembre, Allu Arjun s'est rendu à Maredumilli pour filmer le programme final. Après un mois de production, le 4 octobre, l'équipe a commencé à tourner des scènes d'affrontement entre Allu Arjun et Fahadh Faasil. La chanson " Srivalli " a été principalement tournée à Thirumalai Kovil, district de Tenkasi au Tamil Nadu. Enfin, une chanson spéciale mettant en vedette Samantha a été filmée en novembre 2021 dans un décor spécialement construit à Ramoji Film City et " Ey Bidda Idi Na Adda " ( transl. (C'est ma région ) la chanson a été filmée au temple Mallikarjun Swami de Beeramguda. Après cela, le film est entré dans la phase de post-production.
S'adressant aux médias lors d'un événement promotionnel de la version tamoule à Chennai, Allu Arjun a déclaré : « Nous avions environ 400 à 500 voitures dans la forêt qui nous emmenaient du point A au point B. À certains endroits, il n'y avait pas de routes et nous avons dû créer un chemin avec ce qui était disponible. Le tournage lui-même nous a pris près de deux ans, c'est pourquoi je dis ceci : l'effort que nous avons fourni pour Pushpa équivaut à quatre films. »